# Wolfgang Petersen (Politiker, 1952)
Wolfgang Petersen (* 18. Februar 1952 in Schleswig; † 26. Mai 2017) war von 1983 bis 1985 Mitglied des Abgeordnetenhauses von (West-)Berlin in der 9. Wahlperiode.

## Leben
Petersen besuchte eine Hauptschule in Dänemark und machte eine Ausbildung als Krankenpfleger. Er zog im Juni 1983 durch Rotation der AL-Fraktion (Alternativen Liste für Demokratie und Umweltschutz) als Nachrücker von Irmgard Kohlhepp ins Abgeordnetenhaus. Er verlor jedoch gleich zu Beginn seine Fraktionszugehörigkeit bei der AL.
Petersen war somit fraktionslos und schloss sich den Liberalen Demokraten (LD) an. Seine politische Arbeit lag schwerpunktmäßig im Gesundheits-, Sozial- und Altenbereich. Er ging gegen Missstände in Alteneinrichtungen vor, so unter anderem im Altenpflegeheim Kufahl.
Wolfgang Petersen lebte später in Dortmund und half als ehrenamtlicher Hausmeister bei der Diakonie in Dortmund aus. Seine politische Tätigkeit galt der Entschädigung ehemaliger Heimkinder von 1945 bis 1980. Petersen war selbst von 1953 bis 1972 Heimkind. Seiner Meinung nach seien die ehemaligen Heimkinder durch die Kirchenvertreter und die staatlichen Organe zusätzlich erniedrigt worden, da es beiden nur darum gegangen sei, die Kosten für Entschädigungen so niedrig wie möglich zu halten. Weiterhin sei den Heimkinder-Vertretern am Verhandlungstisch rechtlicher Beistand durch Antje Vollmer verweigert und diese so unter Druck gesetzt worden.